# Spanyolország az 1960. évi téli olimpiai játékokon
Spanyolország az egyesült államokbeli Squaw Valleyben megrendezett 1960. évi téli olimpiai játékok egyik részt vevő nemzete volt. Az országot az olimpián 1 sportágban 4 sportoló képviselte, akik érmet nem szereztek.

## Alpesisí
Férfi
| Versenyző           | Versenyszám      | 1. futam | 1. futam | 2. futam | 2. futam | Összesítés | Összesítés |
| Versenyző           | Versenyszám      | Idő      | Hely.    | Idő      | Hely.    | Idő        | Helyezés   |
| ------------------- | ---------------- | -------- | -------- | -------- | -------- | ---------- | ---------- |
| Luis Arias          | Lesiklás         |          |          |          |          | 2:29,8     | 51.        |
| Luis Arias          | Műlesiklás       | 1:24,3   | 38.      | 1:16,2   | 25.      | 2:40,5     | 24.        |
| Luis Arias          | Óriás-műlesiklás |          |          |          |          | 2:13,2     | 42.        |
| Manuel García-Moran | Lesiklás         |          |          |          |          | 2:27,6     | 42.        |
| Manuel García-Moran | Műlesiklás       | 1:32,3   | 49.      | 1:25,7   | 31.      | 2:58,0     | 34.*       |
| Manuel García-Moran | Óriás-műlesiklás |          |          |          |          | 2:14,8     | 47.        |
| Luis Sánchez        | Lesiklás         |          |          |          |          | 2:28,3     | 44.        |
| Luis Sánchez        | Műlesiklás       | 1:52,1   | 51.      | kizárták | kizárták | kiesett    | kiesett    |
| Luis Sánchez        | Óriás-műlesiklás |          |          |          |          | 2:13,6     | 45.        |

Női
| Versenyző      | Versenyszám      | 1. futam | 1. futam | 2. futam | 2. futam | Összesítés | Összesítés |
| Versenyző      | Versenyszám      | Idő      | Hely.    | Idő      | Hely.    | Idő        | Helyezés   |
| -------------- | ---------------- | -------- | -------- | -------- | -------- | ---------- | ---------- |
| Marían Navarro | Lesiklás         |          |          |          |          | 1:49,7     | 24.        |
| Marían Navarro | Műlesiklás       | 1:05,2   | 28.      | 1:02,8   | 21.      | 2:08,0     | 23.        |
| Marían Navarro | Óriás-műlesiklás |          |          |          |          | kizárták   | kizárták   |

* - egy másik versenyzővel azonos eredményt ért el